# Elsa Schiemann
Elsa (Azîza) Schiemann, geb. Specht (* 7. November 1878 in Reinbek bei Hamburg; † 19. Juni 1927 in Mekka) war eine deutsche Malerin, Kunsthandwerkerin und Orientreisende.

## Leben
Elsa Schiemann war die zweitjüngste Tochter des Ehepaares Wilhelm Specht (1841–1882) und Maria Mathilde Elsabea Specht (1849–1926), geb. Bruhn. Die Eltern besaßen das Schloss Reinbek, das sie 1874 aus dem Erlös des Jagdschlosses Friedrichsruh erworben hatten. Zu Schiemanns sechs Geschwistern gehörten der Psychiater und Kriminalpsychologe Wilhelm Specht (1874–1945), Mathilde Weise–Minck (1877–1952) und die Pädagogin und Sozialistin Minna Specht (1879–1961).
Schiemann besuchte – wie ihre Schwester Minna – die Bergedorfer Luisenschule, eine 9-klassige Höhere Mädchenschule. Von 1903 bis 1905 absolvierte sie die Damen-Akademie des Künstlerinnen-Vereins München e.V. In Berlin gehörte sie 1916 wie Oskar Maria Graf, Otto Gross, Max Hermann-Neisse, Franz Jung, Richard Oehring, Claire Otto und Georg Schrimpf zum Kreis um die anarchistisch-dadaistische Zeitschrift „Die freie Straße“. Im gleichen Jahr gestaltete sie zusammen mit Georg Schrimpf verschiedene Arbeiten, Lampenschirme in Papier und Seide, für das Hohenzollern-Kunstgewerbehaus Friedmann & Weber. In erster Ehe war sie mit Eduard Schiemann verheiratet, dem Vater ihres Sohnes Heinrich.
Von 1922 bis 1923 unternahm Schiemann mit ihrem Sohn und Leopold Weiss eine erste Orientreise, die Ägypten, Palästina, Transjordanien, Syrien und die Türkei umfasste. Auf einer zweiten Orientreise von 1924 bis 1926 besuchten sie, ihr Sohn und Weiss wieder Ägypten und Syrien sowie außerdem Irak, Persien und Afghanistan. 1926 heiratete sie Weiss und vollzog mit ihm die Konversion zum Islam, wobei sie den Vornamen Azîza annahm. 1927 brach sie zusammen mit ihrem Sohn und Weiss zur Pilgerfahrt nach Mekka auf. Auf dem Weg dorthin wurden Heirat und Konversion nach islamischem Recht in Kairo bestätigt. Auch der Sohn Heinrich wurde zum Islam bekehrt. Wenige Tage nach Abschluss der Pilgerfahrt starb Schiemann in Mekka an einer Malaria-Tropika-Infektion.